# 开元塔
开元塔，中国广东省开平市长沙镇楼冈马山（又称塔山），始建于清乾隆十六年（1751年）。1983年，列为县级文物保护单位。
开元塔高7层，占地面积49.1平方米。清乾隆十六年（1751年），知县叶重秀倡建文塔，以寄望振兴开平县文化。1843年，知县将塔增建2层，并更名为开元塔。1999年，开平市政府重修开元塔，并在金章阁原址建孔圣堂；以开元塔和孔圣堂为中心景点，营建开元塔公园。